# Conjunt de cases al carrer Sant Francesc, 3-5 (Capellades)
El Conjunt de cases al carrer Sant Francesc és una obra de Capellades (Anoia) protegida com a Bé Cultural d'Interès Local.

## Descripció
Conjunt de dues cases situades al carrer de Sant Francesc, ubicat al costat de llevant del nucli antic. Els edificis compten amb diverses altures, planta baixa, dos o tres pisos, i golfes (algunes amb arqueria) i presenten diverses tipologies de ràfec. Les façanes estan compostes segons un o dos eixos amb obertures de proporció vertical. Els balcons estan protegits amb baranes de ferro de brèndoles verticals. Els paraments de les façanes estan revestits d'arrebossat i estucat amb diversitat de colors. Destaquen, sobretot, els portals d'accés de carreus de pedra. La número 3 (Casa Joan Ros), amb portal de pedra d'arc de mig punt transformat, més tard, en llinda plana, a la clau central del qual hi ha gravada la data "1778". La número 5 (Casa Josep Roig) també té portal de pedra d'arc de mig punt i en la clau central hi ha gravada la data "1775".

## Història
Ambdues edificacions formen part del notable creixement urbanístic viscut per Capellades a la segona meitat del segle xviii, així ho avalen els anys que apareixen a les seves portalades (1778, la núm. 3 i 1775, la núm. 5).